# Heveny féregnyúlvány-gyulladás

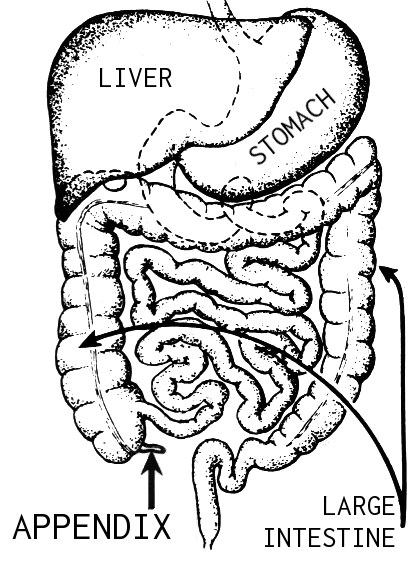
A vakbél féregnyúlványának (appendix) elhelyezkedése

A heveny féregnyúlvány-gyulladás (appendicitis acuta) vagy köznapi nevén vakbélgyulladás valójában nem a vakbél, hanem annak féregnyúlvány (appendix vermiformis) nevű függelékének gyulladásos betegsége. A kórkép bármely életkorban kialakulhat és sürgős beavatkozást igényel. Általában a sebészi eltávolítása egyszerű és teljes gyógyulást hoz, kezelés nélkül azonban életveszélyes szövődményeket is okozhat (átfúródás, heveny hashártyagyulladás). Igen ritka esetekben spontán letokolódik, ami – legalábbis időlegesen – megakadályozza a gyulladás tovaterjedését.

## Történelem
1492-ben Leonardo da Vinci a féregnyúlványt pontosan lefestette, 1521-ben Berengario da Carpi írta le azt. 1530-ban Vido Vidius alkotta meg az appendix vermiformis elnevezést. Az akut féregnyúlvány-gyulladást 1711-ben írta le Lorenz Heister egy kivégzett bűnözőn. Az első gangrénás féregnyúlvány-gyulladást 1767-ben írta le John Hunter. A faecalitot 1812-ben figyelte meg és írta le perforált appendixben. 1839-ben Bright és Addison írták le az akut appendicitis tüneteit.
1735-ben Claudius Amyand hajtotta végre az első sikeres féregnyúlvány-eltávolítást egy gyermeken, akinek az appendicitisét egy tűszúrás okozta, François Melier 1827-ben adta meg azt, mint műtéti kezelési lehetőséget. Az első műtét előtt ismert diagnózissal történő appendectomiát 1880-ban végezte Lawson Tait.
Az első periappendicularis tályogot 1848-ban drénezte Hancock egy 8 hónapos terhes nőben.
1886-ban alkotta meg Reginald Heber Fitz, a Harvard Egyetem professzora az appendicitis fogalmát, és ő tette lehetővé a szabványos diagnózis- és kezelési módszereket. 1894-ben ismertette McBurney az ileocaecalis rácsmetszés módszerét. A 20. század elején jelentek meg a modern appendectomiás módszerek a patológia fejlődésével párhuzamosan, melyeket Ludwig Aschoff mutatott be 1908-ban.

## Epidemiológia
A népesség kb. 16%-a esik át az élete folyamán appendectomián. Az általános sebészeti beavatkozások közül 1% appendectomia.
Az appendicitis minden korban előfordul, leggyakrabban 10 és 30 év között, csecsemőknél igen ritka (valószínűleg a vakbélbe való széles anasztomózis miatt), idős korban egyre ritkább.
Nők és férfiak között az incidenciában (előfordulás) jelentős különbség nincs. Lányoknál fiatal korban valamivel gyakoribb, de ez felnőtt korban kiegyenlítődik.
Az utóbbi években az incidenciája csökkenő tendenciát mutat, ez valószínűleg a jobb diagnosztikus lehetőségeknek tudható be. A szövődmények előfordulási aránya 20%, a mortalitás (halálozás) 0,01%. Magyarországon ma 100-110 beteg hal meg appendicitis miatt évente.

## Etiológia
Etiológiája lényegében ismeretlen. Az alábbi okokat szokták felelőssé tenni:
1. Appendix lumen elzáródás: az esetek 60-85%-ban mutatható ki
  - faecalith (koprolit, skyballa rög), ez röntgenképen 10% kimutatható
  - idegentest, mint például szőlőmag, parazita, csont darab
  - nyirokszövet-hyperplasia, főleg fiatalokban
  - gyulladásos vagy heges szűkület (strictura)
  - daganat
  - lenövések, megtörések
2. Haematogén szórás (kb. 40%-ban fordul elő): a kórokozó baktérium a véráram útján jut el a féregnyúlványhoz
  - felső légúti fertőzésekben
  - lázas, kiütéses megbetegedések esetén
3. Lymphogén út: a kórokozó a nyirokereken keresztül jut el a féregnyúlványhoz
4. Közvetlen ráterjedés: szomszédos szervek gyulladásos folyamataiban.

## Tünetek
A vakbélgyulladás általában könnyen felismerhető, de még ma sincs olyan próba, vagy vizsgálat, amely teljes biztonsággal kimutatná a betegséget, néha – különösen előrehaladott állapotban – akár komoly kihívást is jelenthet a diagnózis felállítása. A típusos kórképre jellemző, hogy néhány óra alatt alakul ki, a panaszok változnak, és egy bizonyos sorrendben jelentkeznek.
Hasi fájdalom:
- Lokalizáció:  felső középső hastájéki (epigastrialis) vagy köldöktáji (periumbilicalis), majd néhány óra múlva a jobb oldali csípőárok (fossa iliaca). A fájdalom vándorlásának magyarázata, hogy kezdetben a féregnyúlvány feszülését a splanchnicus ideg közvetíti, ami egy zsigeri (visceralis) típusú fájdalom, így nincs jól körülhatárolva, később, amikor a gyulladás a hashártyát (serosa) eléri, akkor már jól lokalizált hasfali (parietalis) fájdalom marad. A féregnyúlvány rendellenes elhelyezkedése esetén a fájdalom helye változhat pl: jobb oldali kismedence, jobb bordaív alatt, epigastrialis, bal bordaív alatt.
- Jellege: progresszív, állandó, nem sugárzik ki.
- Fokozza: köhögés, mély légvétel, rázkódás, tapintás, mozgás.
- Enyhíti: hasi immobilisatio (kéz hasra szorítása), a jobb alsó végtag behajlítása,  paradox módon átmeneti enyhülést okozhat a perforáció, ami viszont hamarosan életveszélyes hashártyagyulladáshoz vezet.

Étvágytalanság
Korai jel, de legtöbbször fájdalom után jelentkezik. Szinte mindig előfordul (magas szenzibilitás), de nem jellegzetes (alacsony specificitás) az appendicitisre.
Hányinger, hányás
A hányinger szinte mindig a fájdalom után jelentkezik. A hányadék kezdetben gyomortartalom, később epés lehet.
Láz
Kezdetben nincs, később jelenik meg. Leggyakrabban 38 °C körüli, ezt ritkán haladja meg. Hidegrázás és 38 °C feletti láz perforációt jelez. A hónalji és végbél közötti hőmérsékletkülönbség >0,5 °C (Lennander-jel).
Tranzitzavar
- Hasmenés: általában gyerekeknél fordul elő, ha a féregnyúlvány a rectum vagy a vékonybelek szomszédságában van.
- Székrekedés: a tranzit lelassulása okozhatja. Ilyenkor hashajtót adni veszélyes (sőt tilos), mert elősegíti a perforációt.

## Fizikális vizsgálat
Megtekintés
- bevont nyelv
- a has a légzőmozgásban kevésbé vesz részt
- enyhe meteorismus

Tapintás
A Dielafoy-triász jellemzi:
- Bőr hyperaestesia: a jobb oldali csípőárok (fossa iliaca) területén, nem korai tünet.
- Izomvédekezés: enyhe nyomással legyőzhető, mértéke a gyulladás mértékével általában arányban van. Ha deszkakemény has van, az már a hashártyagyulladás (peritonitis) jele.
- Has nyomásérzékenysége

Direkt jel: a jobb oldali elülső-felső csípőtövis és a köldök között, valamint az ellenoldali csípőtövis között húzott egyenes és az egyenes hasizom külső széle által alkotott háromszög (Iacobovici-háromszög) nyomásérzékeny.
Ennek a háromszögnek a szélein néhány kulcsfontosságú pontot írtak le:
- McBurney-pont: a csípőtövis és a köldök között húzott egyenes külső és középső harmad határán van. Ez általában a csípőtövistől 4–5 cm-re van, és megfelel a féregnyúlvány vakbélbe való beszájadzásának.
- Morris-pont: a csípőtövis és a köldök között húzott egyenes belső és középső harmad határán van.
- Lancz-pont: a két csípőtövis között húzott egyenes jobb oldali és középső harmad határán van. Ez megfelel típusos esetben a féregnyúlvány helyzetének.
- Sonnenburg-pont: a két csípőtövis között húzott egyenes és a jobb oldali egyenes hasizom szélének kereszteződése.

Indirekt jelek: bizonyos próbákkal, műfogásokkal fájdalom provokálható, amelyek megerősítik az appendicitis diagnózisát.
Legkönnyebben nyomásos vizsgálattal azonosítható be. Ha a helyi érzékenység kemény hasfalat okozó izomvédekezéssel társul, a műtét már halaszthatatlan. Ha a hasfal puha, de körülírt érzékenység tapasztalható, akkor további kiegészítő vizsgálatok segíthetnek felfedni a kórképet. Ezek:
1. Blumberg-jel: a bal oldali fossa iliaca lassú, mély benyomásakor azt hirtelen elengedve a vakbéltájon fájdalmat jelez a beteg.
2. Rovsing-jel: a bal oldali hasfélre gyakorolt nyomás esetén is ugyanitt fáj a has (feltételezhetően ez a vastagbélben visszafelé préselt levegő a caecumban feszülést okoz).
3. Hendri-tünet (Mandel-tünet): a hasat bárhol ütögetve a caecum tájékon van a fájdalom maximuma. Alkalmazása hasznos, főleg azokban az esetekben, amikor az izomvédekezés miatt nehezen tapintható a has)
4. psoas (ágyék)-tünet: a féregnyúlvány hátracsapódása (retrocaecalis appendix) esetén a jobb oldali fossa iliaca benyomása után a jobb alsó végtag emelése fájdalmas
5. köhögési jel: köhögésre fájdalom jelentkezik
6. obturator jel: az alsó végtag hajlítása és befelé rotálása a jobb alhasban fájdalmat okoz, amelyet a musculus obturator internus közelében levő gyulladás és feszülés idéz elő
7. Lancz-tünet: férfiakban a jobb oldali cremaster reflex és a jobb oldali fossa iliaca bőrreflex hiánya
8. hasizmok feszülése a gyulladásos terület felett (défense musculaire)

## Laborvizsgálatok eredménye appendicitisben
1. A vérben megemelkedik a fehérvérsejtek száma (leukocytosis): 10 000-15 000; 20 000 felett már valószínűleg perforatio vagy tályog alakult ki, vagy egyéb betegség van a háttérben.
2. A vérképben a neutrofil és limfocita aránya >3,5.
3. Balra tolt vérkép (a fiatal fehérvérsejtek aránya nagyobb).
4. gyorsult vörösvértest-süllyedés
5. emelkedett CRP
6. enyhe pyuria (fehérvérsejtek a vizeletben) vagy haematuria (vörösvértestek a vizeletben) előfordulhat, amennyiben a gyulladt appendix az ureter vagy húgyhólyag mellett van.

## Képalkotó vizsgálatok

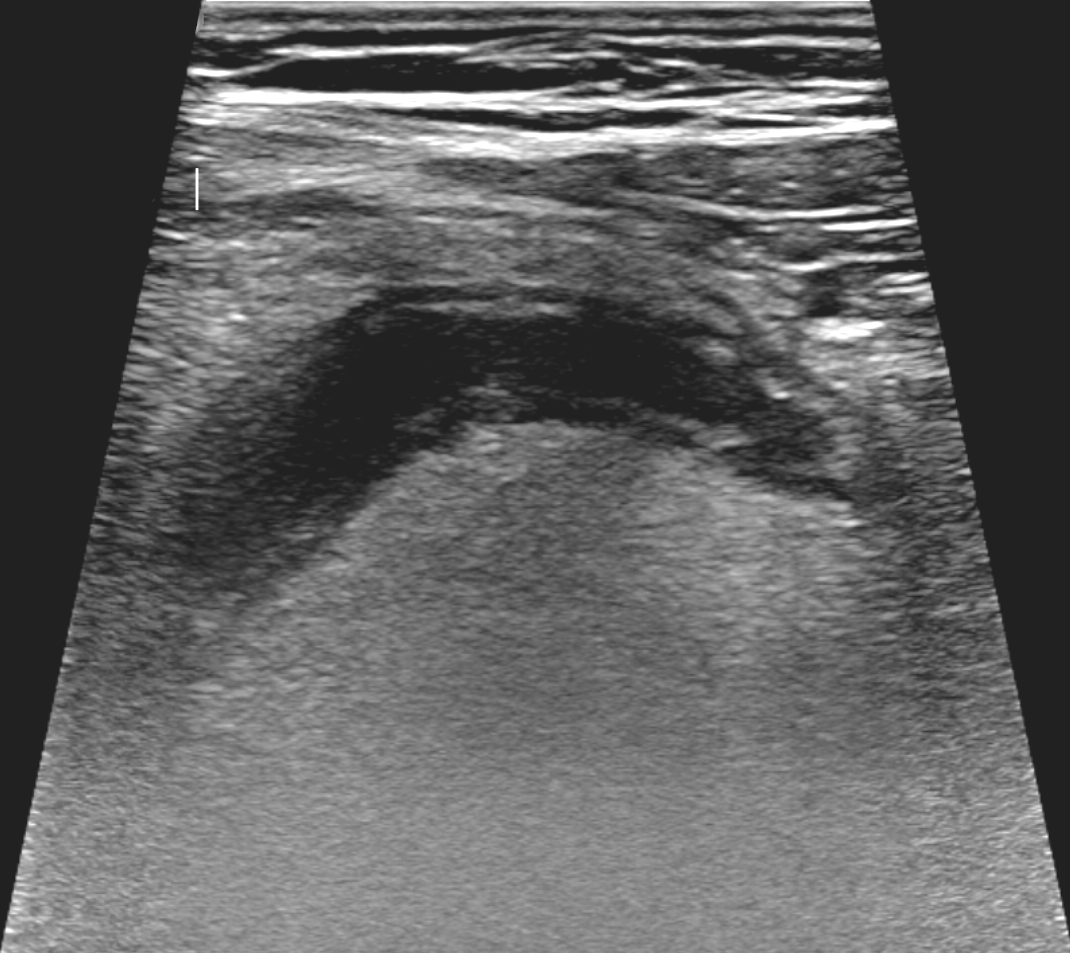
Heveny féregnyúlvány-gyulladás ultrahang képe

Hasi ultrahang: Leggyakrabban az elsődlegesen választott képalkotó eljárás heveny féregnyúlvány-gyulladás gyanúja esetén. Ultrahang vizsgálaton e kórállapotra utal: a féregnyúlvány falának megvastagodása (>6 mm), lumenének kiszélesedése (>2 mm), szabad hasüregi folyadék a jobb alhasban, ezenkívül néha bélsárkő (coprolith) is látható. Az előző jeleken kívül szintén gyulladásra utal, ha az appendix nem komprimálható, illetve ha a transzducerrel való célzott helyi nyomásra a páciens azonnal erősebb fájdalmat jelez. Az esetek egy részében az appendix ultrahanggal nem jeleníthető meg.
Hasi CT: Leginkább azokban az esetekben használatos, amikor a fizikális vizsgálat, a labor eredmények és az ultrahang kép alapján még nem lehet egyértelműen eldönteni, hogy fennáll-e a kórállapot. Ilyenkor a CT hatékony segítség lehet a differenciáldiagnózisban. A CT képeken gyulladásra utal: a féregnyúlvány falának megvastagodása, lumenének kiszélesedése, a fokozott intravénás kontrasztanyaghalmozás, a környező zsírszövet gyulladásos beszűrtsége, illetve folyadék megjelenése a régióban.

## Elkülönítő kórisme
Az appendicitis tünetei szinte minden hasi betegséget utánozhatnak. Az ezektől való elkülönítés igen fontos, de elsődleges mindig a nem sebészeti betegségektől való elkülönítése.
- nyombélfekély ill. gyomorfekély átfúródása
- jobb oldali húgyvezeték kövessége.
- Meckel-divertikulum gyulladása (műtétkor kötelező ellenőrizni)
- sérvkizáródás (belső sérv is)
- hirtelen bélelzáródás
- a bélfodri erek trombózisa
- epekőürülés, eperoham, epehólyagperforáció
- nőknél méhen kívüli terhesség

## Kezelés
A betegség kezelése legtöbbször műtéti: a gyulladt féregnyúlványt el kell távolítani (appendectomia). Ha a kezdeti szakaszban elvégzik, rutinműtétnek számít, de eltolódásával komplikációk léphetnek fel, amelyek közül a legsúlyosabbak az átfúródás (perforáció) és a féregnyúlvány körüli tályog vagy általános hashártyagyulladás kialakulása.

## Külső hivatkozások
- origo Egészség – Vakbélgyulladás
- hazipatika.com: Vakbélgyulladás Archiválva 2008. április 7-i dátummal a Wayback Machine-ben
- Appendicitis – Sebészeti szakmai protokoll
- Appendicitis (vakbélgyulladás)
- A history of appendicitis Archiválva 2008. július 4-i dátummal a Wayback Machine-ben